# Nụ cười Glasgow
Nụ cười Glasgow (hay Nụ cười Chelsea, Nụ cười Anna) ám chỉ đến vết thương là kết quả của việc khuôn mặt 1 người bị rạch từ 2 bên mép đến tai. Vết cắt thường được tạo ra bởi một con dao hay 1 mảnh thủy tinh vỡ, và để lại một vết sẹo trên khuôn mặt nạn nhân khiến họ trông như đang cười hết cỡ. Đôi khi những kẻ tấn công sẽ đâm hoặc đá vào nạn nhân sau khi rạch mặt họ để khiến họ gào thét và làm cho vết thương bị mở rộng ra thêm. Nếu vết cắt đủ sâu, nạn nhân có thể bị mất máu đến chết. Cách thức này được cho là có nguồn gốc từ Glasgow, Scotland, nhưng cũng trở nên phổ biến với các băng đảng đường phố ở Anh như là một hình thức đe dọa (đặc biệt là ở Chelsea, London, nơi nó được gọi là "nụ cười Chelsea").